# Baskisch-isländisches Pidgin

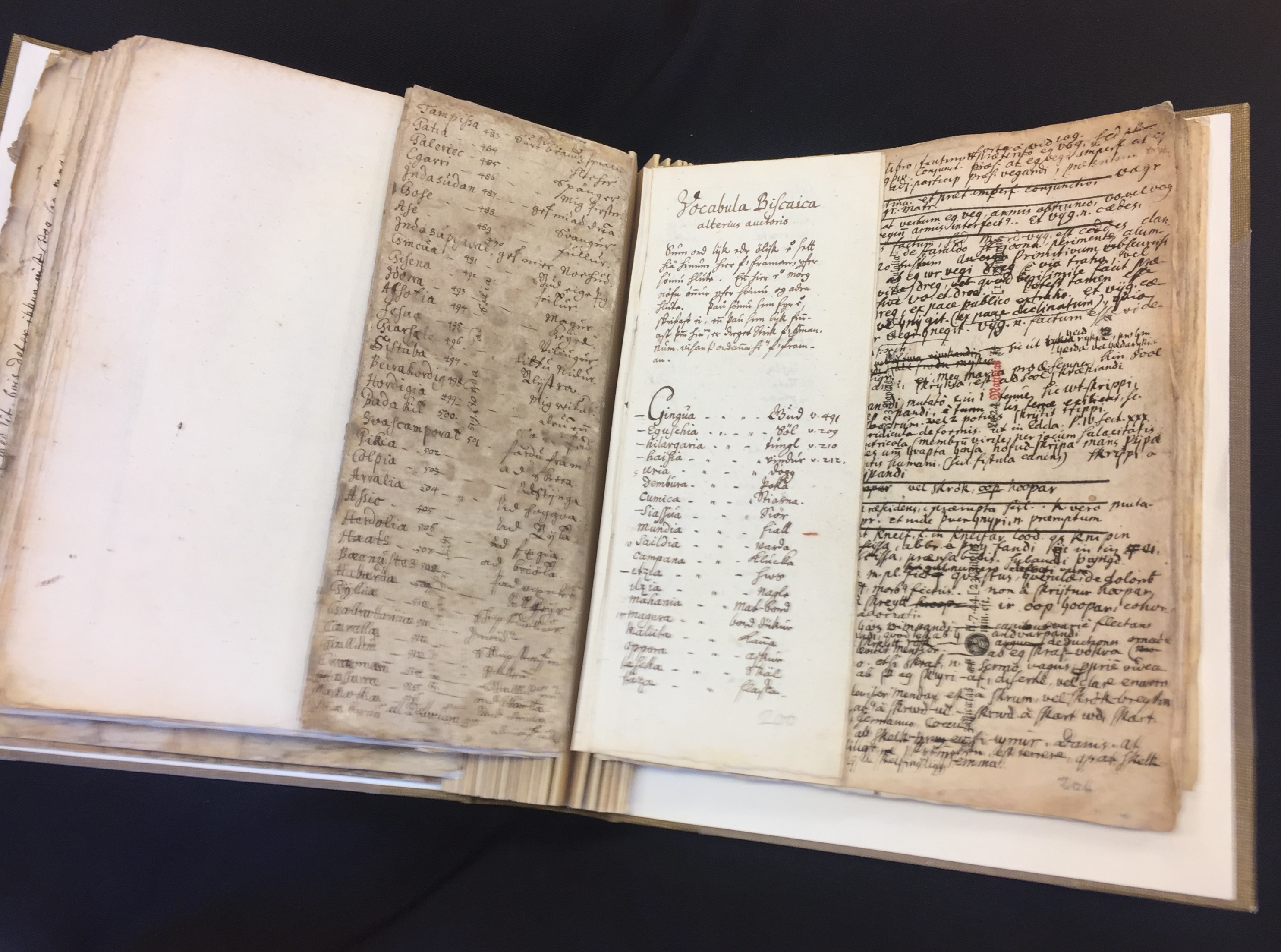
Baskisch-isländisches Pidgin. Manuskript mit den Glossaren

Das baskisch-isländische Pidgin war eine auf Island des 17. Jahrhunderts gesprochene Pidgin-Sprache. Die Sprache wurde zwischen baskischen Seeleuten und Isländern gebraucht und entwickelte sich durch diesen Kontakt, vermutlich in Strákatangi auf der Halbinsel Vestfirðir, wo die baskischen Walfänger einen Stützpunkt hatten. Über den Kontakt mit den Basken wurde Anfang Juni 2024 das Baskasetur in einem Tank der früheren Fischfabrik in Djúpavík eröffnet.

## Herkunft
Der Wortschatz basierte stark auf dem Labourdischen, dem bisher am wenigsten erforschten Dialekt des Baskischen. Er enthielt aber auch romanische und englische Einflüsse. Isländisch als Sprache war kein Bestandteil.

## Beispiele
- for ju mala gissuna. „Du bist ein schlechter Mensch“. for ju deutet auf das Englische for you hin; mala ist „schlecht“ auf Spanisch; gizona bedeutet „der Mann“ im Baskischen.

## Sonstiges
Ein anderes Pidgin entstand durch den Kontakt baskischer Walfänger und der Ureinwohner Nordamerikas, Algonkin-baskisches Pidgin (auch Micmac-baskisches Pidgin genannt).